# برنار کوشنر
برنار کوشنر (فرانسوی: Bernard Kouchner‎؛ زادهٔ ۱ نوامبر ۱۹۳۹ در اوینیون)، سیاست‌مدار، دیپلمات و پزشک فرانسوی و یکی از مؤسسان سازمان خیریه پزشکان بدون مرز و پزشکان جهان می‌باشد. وی وزیر امور خارجه و اروپای فرانسه در دولت فرانسوا فیون بود.

## پیشینه
پدر وی یهودی و مادر وی پروتستان است. وی برای بار دوم با یک روزنامه‌نگار به نام کریستین اوکرن، یکی از مصاحبه‌گران امیرعباس هویدا در زندان قصر ازدواج کرده‌است. کوشنر پیشرفت سیاسی خود را با عضویت در حزب کمونیست فرانسه آغاز کرد؛ ولی در سال ۱۹۶۶ میلادی از آن حزب اخراج شد. در سال ۱۹۶۸ به عنوان یک پزشک عضو صلیب سرخ شد و به بیافرا در نیجریه رفت (در جریان جنگ‌های داخلی نیجریه) در سال ۱۹۷۱ میلادی وی سازمان پزشکان بدون مرز را بنیان نهاد و بر اثر اختلاف با رئیس آن وی سازمان دیگری به نام پزشکان دنیا را راه اندازی کرد. در سال ۲۰۰۳ از حامیان براندازی صدام حسین بود. در سال ۲۰۰۵ نامزد احراز پست ریاست کمیساریای عالی پناهندگان سازمان ملل بود ولی انتخاب نشد. در سال ۲۰۰۶ وی کاندیدای مدیر کل سازمان بهداشت جهانی شد که باز هم رأی نیاورد. وی در جریان انتخابات ریاست جمهوری فرانسه در سال ۲۰۰۷ از خانم سگولن رویال طرفداری کرده بود. کوشنر از حزب سوسیالیست اخراج شده‌است. او یک پزشک متخصص است و در زمینه بیماری‌های داخلی دانشنامه تحصیلات ویژه دارد. او از ۱۹۹۲ تا ۱۹۹۳، و از ۱۹۸۸ تا ۱۹۹۲ وزیر بهداشت و فعالیت‌های بشردوستانه فرانسه بوده‌است.